# Брюховецкая
Брюхове́цкая — станица в Краснодарском крае. Административный центр Брюховецкого муниципального района и Брюховецкого сельского поселения.

## География
Станица расположена в степной зоне, у впадения речки Бейсужёк Левый в Бейсуг, в 22 км к северу от города Тимашёвск. На противоположной (правой) стороне Бейсуга расположена станица Переясловская.
Действует железнодорожная станция Брюховецкая, на железнодорожной линии Тимашёвск — Ростов, также 6 августа 2023 года в Брюховецкой была зафиксирована жара +46°С, что превышает на 0,6°С бывший рекорд в Утте. Август в 2023 году был аномальным по жаркой температуре. 31 марта зафиксирована температура +25°С, что всего лишь на 5°С ниже абсолютного максимума. В сентябре 2023  был зафиксирован и другой максимум: +37°С. 5 июля (по другой версии — 3 июля) 2023 были полумаксимальные +39°С (абсолютный максимум — +42°С). Климатические максимумы и минимумы взяты из страницы про климат Краснодара.

## История
Брюховецкое куренное поселение — одно из первых сорока, основанных черноморскими казаками в 1794 году. Курень перенесён с Сечи и назван в честь основателя куреня — гетмана Ивана Брюховецкого. В 1842 году селение стало называться станицей Брюховецкой.
В 1816—1876 в Екатеринодарском уезде Кубанской области. В 1876—1920 в Кавказском отделе Кубанской области. В 1875 году численность населения 2821 человек. В 1885 году в станице было 554 двора, 585 домов, проживало 3406 человек.

## Население
| 1939    | 1959    | 1970    | 1979    | 1989    | 2002    | 2010    |
| ------- | ------- | ------- | ------- | ------- | ------- | ------- |
| 12 015  | ↗14 254 | ↗17 136 | ↗18 891 | ↗21 518 | ↗22 024 | ↗22 139 |
| 2021    |         |         |         |         |         |         |
| ↘19 154 |         |         |         |         |         |         |

## Экономика
Основная отрасль района — сельское хозяйство, специализируется на производстве и переработке зерна, молока и мяса утки и кролика. Главные зерновые культуры — яровая пшеница и озимая рожь. Значительная площадь занята под кормовыми культурами.
Основные производственные организации:
- ООО «Южная Корона — БКЗ»[13];
- ООО «Брюховецкий птицевод»[14];
- ООО «Брюховецкий кролик»[15];
- ОАО «Нива Кубани»;
- ОАО «Брюховецкая СПСТК»;
- ООО «Брюховецкий Хлебозавод».
- ООО «Натуральные продукты»

## Достопримечательности
- Свято-Покровский храм.
- Екатерино-Лебяжский Николаевский монастырь;
- Историко-краеведческий музей. (Официальный сайт)
- Спорткомплекс «Атлант».
- Гребная база.
- Музейно-этнографический комплекс «Казачий остров». (Официальный сайт)

## Улицы
| - пер. Встречный - пер. Будённого - ул. Батарейная - ул. Береговая - ул. Ворошилова - ул. Герасименко - ул. Голубятниковых - ул. Гоголя - ул. Горького - ул. 8 Марта - ул. Деркача - ул. Димитрова - ул. Дружбы - ул. Калинина - ул. Заречная - ул. Захарченко - ул. Зикрана |  | - ул. О. Кошевого - ул. Пролетарская - ул. 50 лет Победы - ул. Советская - ул. Тимофеева - ул. Туполева - ул. Чапаева - ул. Энгельса - ул. Северная - ул. Пушкина - ул. Молодёжная - ул. Давиденко - ул. Калинина - ул. Шевченко - ул. Чернявского - ул. Орджоникидзе - ул.Красноармейская |

## Галерея

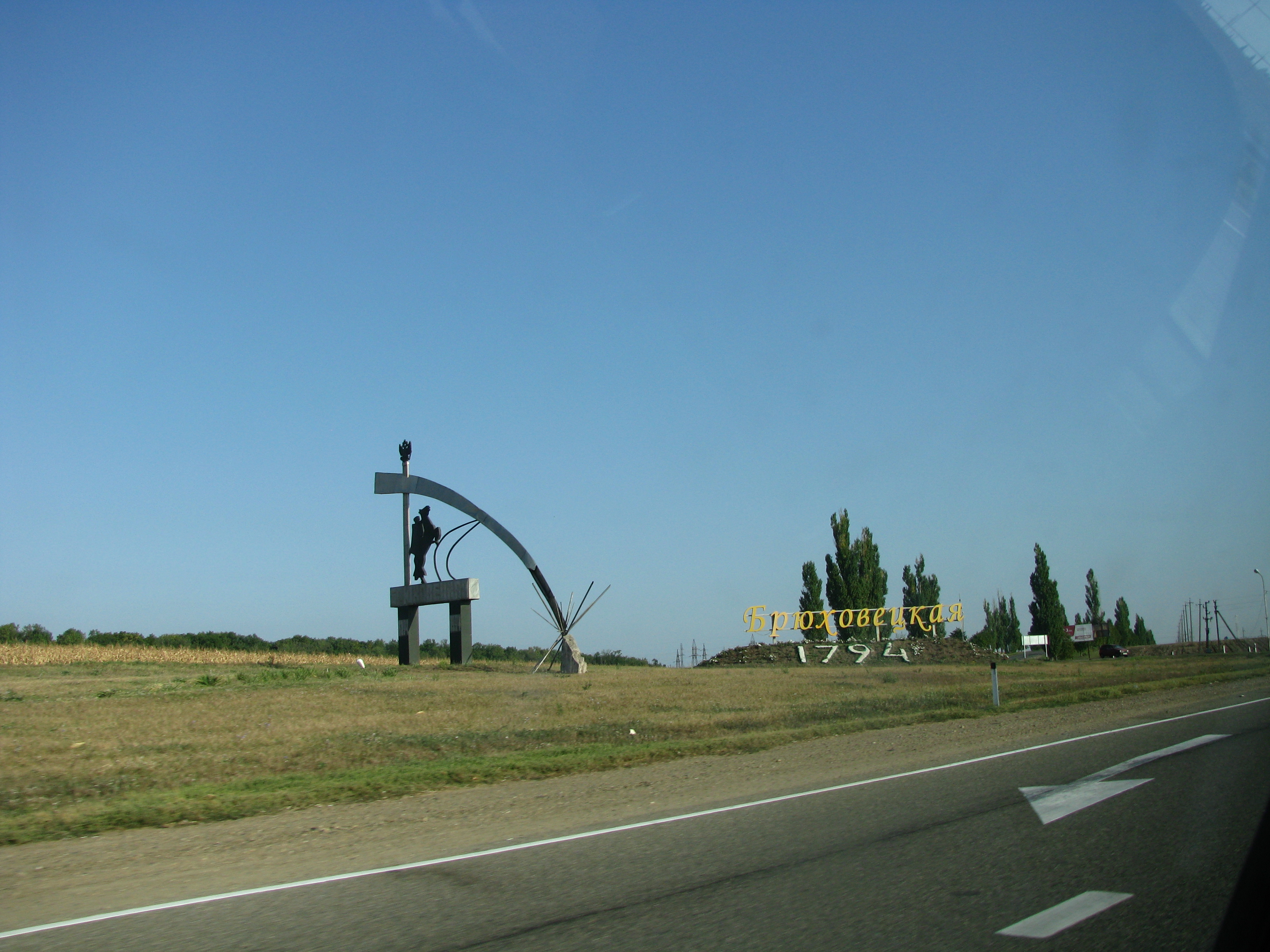
На въезде в станицу
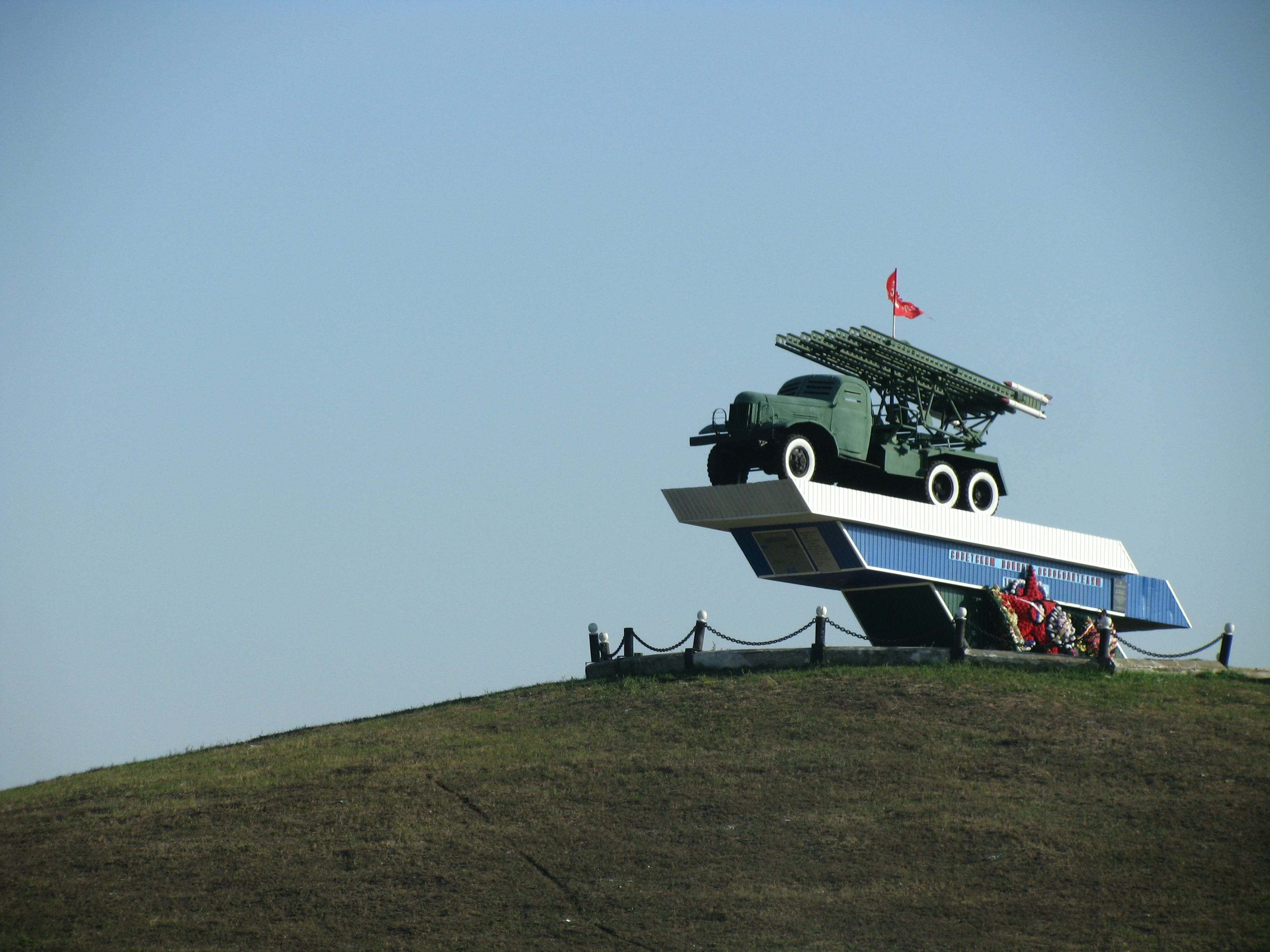
Монумент на трассе рядом с Брюховецкой
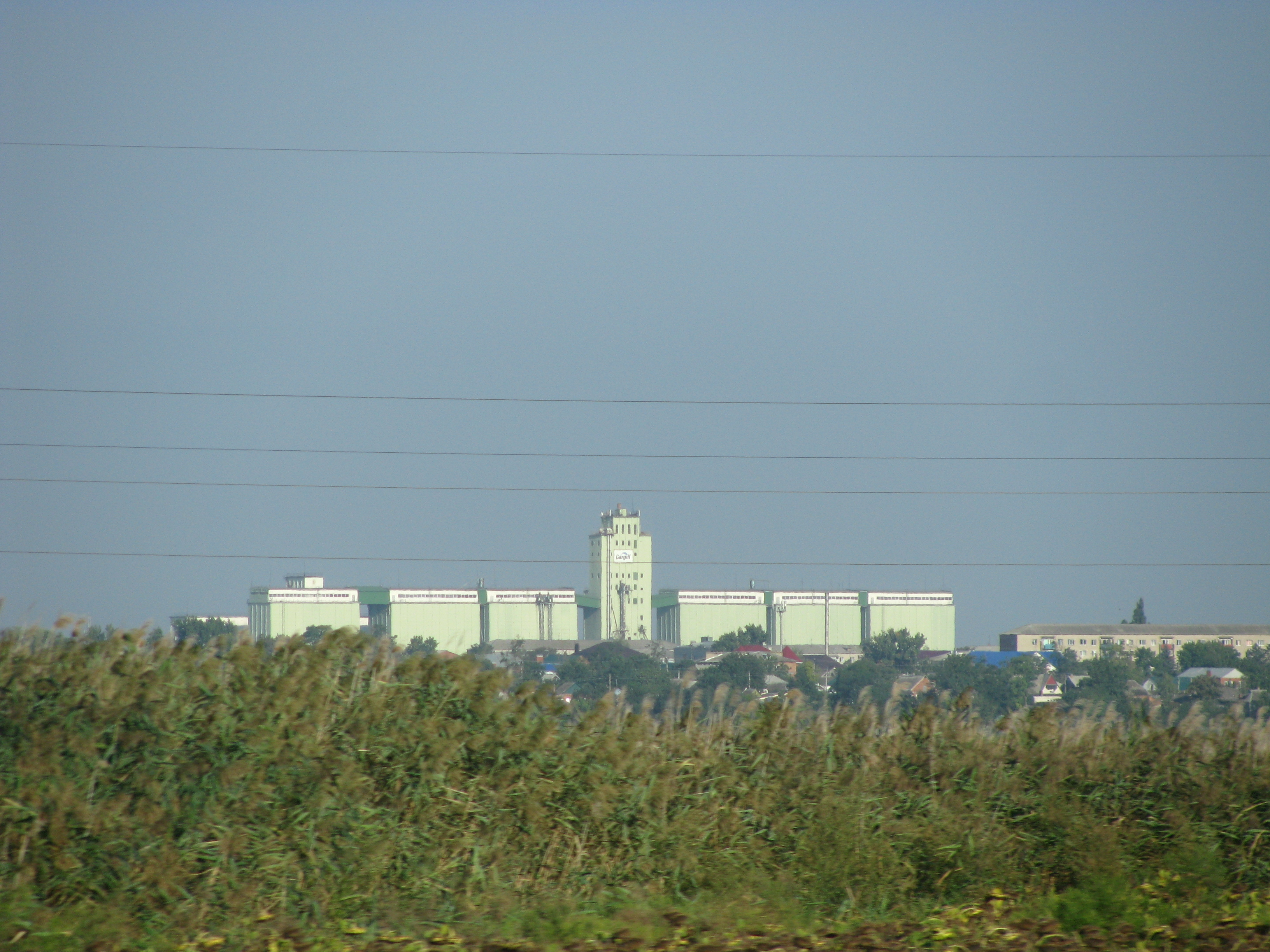
Элеватор в станице
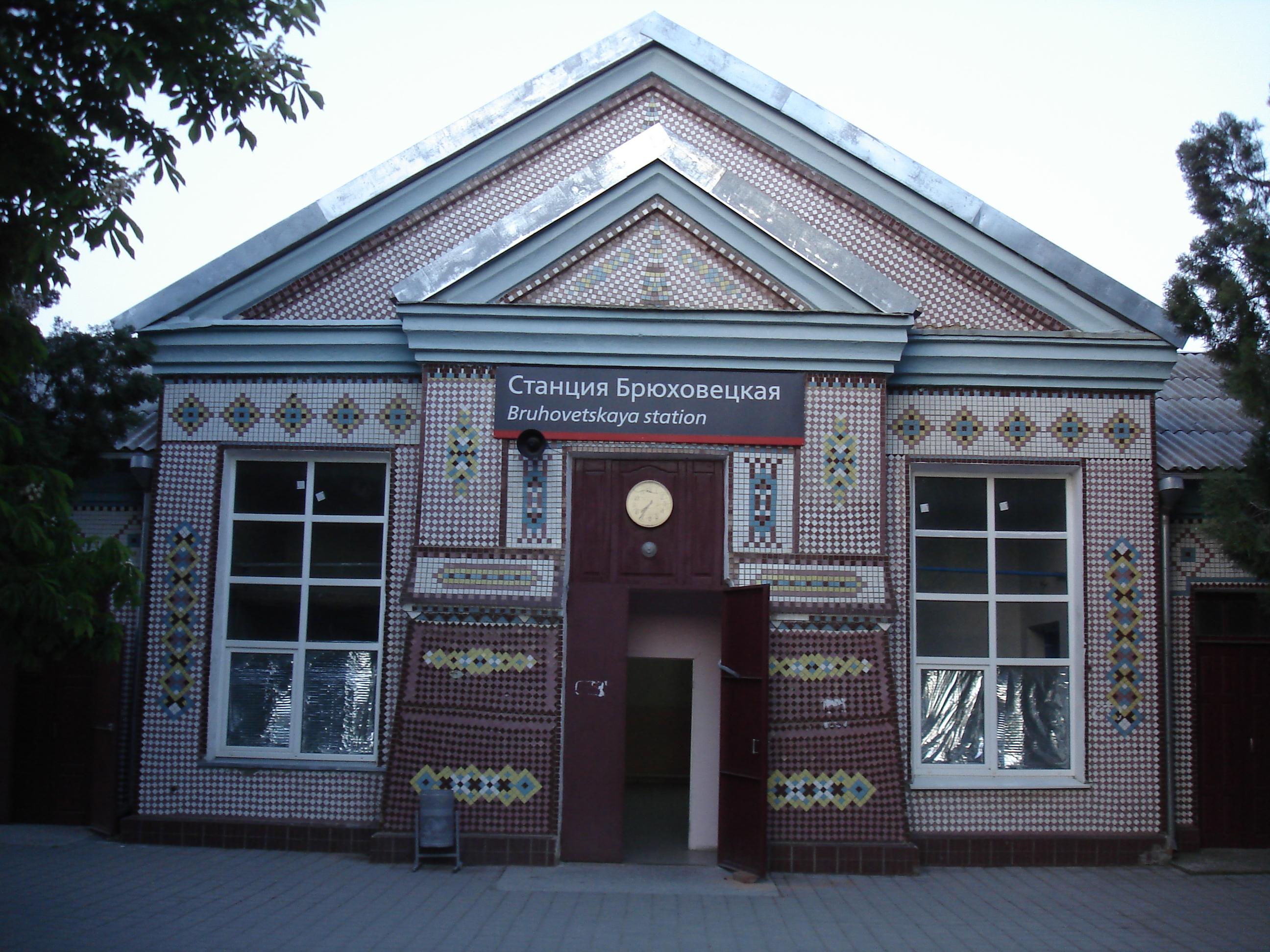
Здание железнодорожной станции
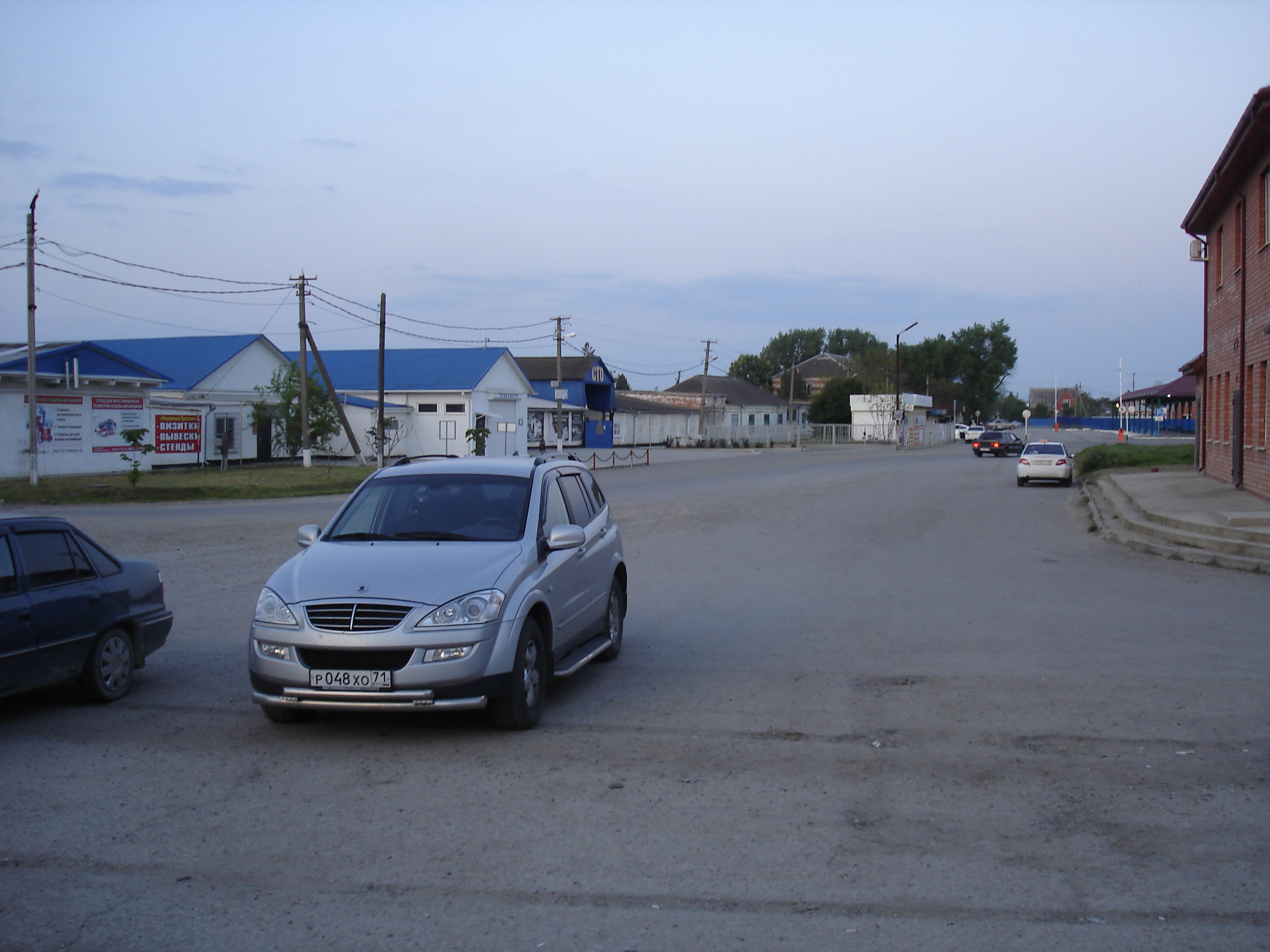
Привокзальная площадь